# 帕爾霍米夫卡 (哈爾科夫州)
50°7′11″N 34°59′58″E / 50.11972°N 34.99944°E
帕爾霍米夫卡（烏克蘭語：Пархомівка）是位於烏克蘭東部的村莊，由哈爾科夫州博霍杜希夫區的克拉斯諾庫特斯克市鎮負責管轄。該村處於科捷利瓦河畔，始建於1688年，面積10.72平方公里，海拔高度122米。